# Фелікс де Мюленар
Фелікс Амандус, граф де Мюлен (5 квітня 1793 або 9 квітня 1793 , Піттем, Західна Фландрія  — 5 серпня 1862 , Піттем, Західна Фландрія ) — бельгійський католицький політичний діяч.
Народився у Піттемі, працював адвокатом у Брюгге, член нижньої палати парламенту Нідерландів від Західної Фландрії з 1824 до 1829 року. Після здобуття Бельгією незалежності став губернатором цієї провінції (1830—1831), член палати представників парламенту Бельгії від Брюгге (1831—1848), міністр закордонних справ в першому уряді країни.
Після інавгурації Леопольда I як короля у 1831 став третім прем'єр-міністром, цю посаду обіймав до 1832 року. Після цього він знову обіймав посади губернатора Західної Фландрії (1832—1834, 1836—1849) й міністра закордонних справ (1834—1836, 1841). З 1850 до своєї смерті 1862 року був членом нижньої палати парламенту.